# Rolf Fritzsche
Rolf Fritzsche (* 23. Oktober 1933 in Rositz) ist ein ehemaliger deutscher Fußballspieler. Im Jahr 1955 bestritt Rolli Fritzsche für den DFV zwei Einsätze in der DDR-A-Nationalmannschaft.

## Sportliche Laufbahn

### Im Osten bis 1959

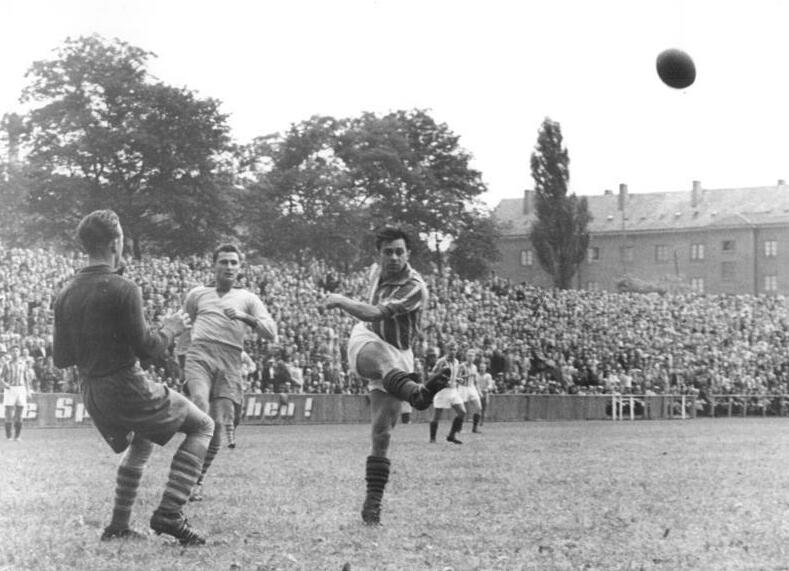
Rolf Fritzsche (Mitte) im Spiel des SC Motor Karl-Marx-Stadt gegen Vorwärts Berlin

Rolf Fritzsche begann mit dem Fußball in der thüringischen Betriebssportgemeinschaft Chemie Rositz, bei der er bereits mit 17 Jahren in der 1. Mannschaft spielte. Als herausragendes Talent wurde er zur BSG Einheit Ost Leipzig delegiert. Er reüssierte beim Erstligateam aus der Messestadt in seiner ersten Oberligasaison, sodass er im Sommer 1954 in die Fußballsektion der Deutschen Hochschule für Körperkultur (DHfK) aufgenommen wurde. Zum Kaderstamm gehörten rund 40 hoffnungsvolle Nachwuchstalente, die – in zwei Mannschaften aufgeteilt – in der zweitklassigen Liga des DFV spielten und den künftigen Stamm der ostdeutschen Auswahlmannschaft bilden sollten. Unter sehr guten Rahmenbedingungen wurden sie vom ungarischen Trainer János Gyarmati trainiert. In diesen Zeitraum fällt auch Fritzsches erster und einziger Einsatz im DDR-B-Nationalteam. Der Aufstieg in die Oberliga geriet für beide DHfK-Vertretungen in diesem Herbst 1954 jedoch schnell außer Reichweite und das ambitionierte Projekt wurde bereits nach der Hälfte der Spielzeit abgebrochen. Daraufhin wurde Fritzsche mit vielen seiner DHfK-Mitspieler zum Sportclub der Armeesportvereinigung Vorwärts, dem ZSK Vorwärts Berlin, delegiert. Er verpflichtete sich dabei für fünf Jahre Dienst in der Nationalen Volksarmee.
In der verkürzten Übergangsrunde 1955 der DDR-Oberliga, die ihren Spielrhythmus von einer Herbst-Frühjahr-Runde auf eine Austragung im Kalenderjahr nach sowjetischem Vorbild umstellte, zählte er mit neun Treffern in zwölf Einsätzen zu den Top 3 der Torschützen. Diese Leistungen machten ihnen auch für die ostdeutschen Auswahlverantwortlichen interessant. In diesem 2. Halbjahr 1955 kam er als Einwechselspieler in den Länderspielen gegen Rumänien und Bulgarien zu zwei Einsätzen in der DDR-A-Nationalelf. Nachdem sich die Fußballsoldaten im Spieljahr 1957 mit der Vizemeisterschaft begnügen mussten, gelang ihnen in der darauffolgenden Saison der Gewinn der DDR-Meisterschaft. Im September 1959 setzte sich Rolf Fritzsche über die noch offene Grenze nach West-Berlin ab. Bis dahin hatte er insgesamt 82 Oberligaspiele bestritten und 28 Treffer erzielt.

### Im Westen ab 1959
Kurzzeitig schloss er sich Tennis Borussia Berlin an, gemeinsam mit Horst Assmy. Beide waren jedoch mangels Freigabe für ein Jahr gesperrt. Da West-Berlin in jenen Tagen ein gefährliches Pflaster für Flüchtlinge aus der DDR oder dem Osten der Stadt war, zog Fritzsche in den Südwesten der Bundesrepublik und unterschrieb beim FK Pirmasens. Seine noch nicht abgelaufene Sperre zog sich über den Termin des DFB-Pokal-Halbfinalspiels, das am 7. September 1960 zwischen dem Karlsruher SC und dem FK Pirmasens stattfand. Der DFB-Spielausschuss annullierte nachträglich den 4:3-Erfolg von Pirmasens wegen des Einsatzes des nicht spielberechtigten Rolf Fritzsche. Das Wiederholungsspiel verlor Pirmasens ohne Fritzsche mit 0:2 Toren.
Nach einem Einsatz ohne Treffer 1960/61 in der Oberliga Südwest drehte er im Spieljahr 1961/62 richtig auf. In 28 Spielen erzielte er 24 Tore und Pirmasens erreichte die Vizemeisterschaft. Der FKP zog über diese Platzierung in die Endrunde um die deutsche Fußballmeisterschaft ein. Fritzsche überzeugte in dieser Zeit sowohl als Dirigent als auch in der Vollstreckerrolle. Bundestrainer Sepp Herberger reagierte auf diese Leistungen und setzte den Halbstürmer mit Torjägerqualitäten in Testspielen zur Kaderfindung für die WM 1962 in Chile ein. Am 30. August 1961 spielte er in einer DFB-Auswahl gegen die Stadtmannschaft von Berlin. Am 6. September 1961 spielte er in Wuppertal für den DFB gegen eine Luxemburg-Auswahl. Auch in zwei Spielen in der Südwestauswahl war er im Einsatz. Die Weltmeisterschaft 1962 in Chile fand trotzdem ohne Fritzsche statt.
Der Hamburger SV verpflichtete ihn im Sommer 1962. In internationalen Freundschaftsspielen gegen Roter Stern Belgrad und den FC Santos mit Pelé überzeugte Fritzsche vor Rundenstart die Fans des HSV vom Wert seiner Verpflichtung. Er holte zwar an der Seite von Uwe Seeler die Meisterschaft in der Oberliga Nord und zog damit wieder in die Endrunde ein, doch Nachfolger von Klaus Stürmer wurde er trotzdem nicht.
Nach nur einer Saison verließ er Hamburg und zog mit Beginn der Bundesliga zur Runde 1963/64 zum KSV Hessen Kassel in die Regionalliga Süd. In einer Hamburger Zeitungskommentierung wird zu seinem Wechsel bemerkt: „Obwohl er nach außen hin zu vielen HSV-ern ein gutes Verhältnis besitzt, ist er im Grund ein Fremder geblieben“. Fritzsche erhielt in Kassel die berufliche Absicherung, die ein wesentlicher Grund seines Wechsels war und spielte nun wieder an der Seite seines alten Freundes Horst Assmy. Die Hessen wurden Meister in der Regionalliga Süd. Mit 55:21 Punkten verwiesen sie den hohen Favoriten FC Bayern München mit Rainer Ohlhauser im Angriff mit drei Punkten Vorsprung auf den 2. Tabellenplatz und zogen in die erste Aufstiegsrunde zur Bundesliga ein. Den Aufstieg in die Bundesliga verpassten die Kasseler aber ebenso wie die favorisierte Mannschaft von Bayern München. Hannover 96 setzte sich mit Trainer Helmut Kronsbein durch. Seine alten Mannschaftskameraden vom FK Pirmasens unter Führung des Spielmachers Helmut Kapitulski entführten auch die Punkte aus dem Kasseler Aue-Stadion.
Bis zur Runde 1969/70 führte Rolf Fritzsche Regie bei Hessen Kassel. Von Saison zu Saison war er mehr und mehr von jungen Nachwuchstalenten umgeben. Mit 37 Jahren ließ er seine Laufbahn in der 1. Amateur-, in Altherren- und in Prominentenmannschaften ausklingen. Anlässlich seines Abschieds hieß es in der Kasseler Zeitung: „Rolf Fritzsche ist vielleicht der technisch perfekteste Fußballer, der je in einem Kasseler Klub gespielt hat, ein Meister des Filigrans, ein Routinier in jeder Weise. Fritzsche war jeden Pfennig der Ablöse wert, ein Spieler, der sich sieben Jahre lang topfit hielt und bis zuletzt da war, wenn er gebraucht wurde.“

## Weiterer Werdegang
Beruflich war Rolf Fritzsche im Außendienst der Herkules-Brauerei in Kassel tätig.